# Чемпіонат світу з легкої атлетики 2019 — потрійний стрибок (жінки)

Переможний стрибок Юлімар Рохас

Змагання з потрійного стрибка серед жінок на Чемпіонаті світу з легкої атлетики 2019 у Досі проходили 3 та 5 жовтня на стадіоні «Халіфа».

## Напередодні старту
На початок змагань основні рекордні результати були такими:
| WR | Інеса Кравець (UKR) | 15,50 | Гетеборг | 10 серпня 1995 |
| CR | Інеса Кравець (UKR) | 15,50 | Гетеборг |                |
| WL | Юлімар Рохас (VEN)  | 15,41 | Андухар  | 6 вересня 2019 |

6 вересня Юлімар Рохас стрибнула потрійним на 15,41 в іспанському Андухарі. Ставши другим найдовшим в історії та поступаючись лише світовому рекорду Інеси Кравець, цей стрибок обґрунтовано дозволяв вважати венесуельську атлетку головною претенденткою на золоту медаль в Досі.

## Результати

### Кваліфікація
За підсумками кваліфікації найкращий результат показала Шаніка Рікеттс. Умовою проходження до фіналу був стрибок на 14,30 або входження до 12 найкращих за результатом атлеток у обох групах кваліфікації.

### Фінал
У фіналі поза конкуренцією була лідерка сезону Юлімар Рохас, яка захистила свій титул чемпіоки світу, здобутий на попередньому чемпіонаті в Лондоні.
| Місце | Атлетка                | #1    | #2    | #3    | #4    | #5    | #6    | Результат | Примітки |
| ----- | ---------------------- | ----- | ----- | ----- | ----- | ----- | ----- | --------- | -------- |
| 1     | Юлімар Рохас (VEN)     | 14,87 | 15,37 | х     | 15,18 | 14,77 | х     | 15,37     |          |
| 2     | Шаніка Рікеттс (JAM)   | 14,81 | 14,76 | 14,92 | 14,72 | 14,85 | х     | 14,92     |          |
| 3     | Катерін Ібаргуен (COL) | 14,16 | х     | 14,40 | 14,46 | 14,73 | 14,47 | 14,73     |          |
| 4     | Кімберлі Вільямс (JAM) | 14,64 | 14,64 | 14,53 | х     | х     | 14,17 | 14,64     | PB       |
| 5     | Ольга Саладуха (UKR)   | 14,52 | 14,40 | х     | 12,34 | 14,25 | 14,05 | 14,52     | SB       |
| 6     | Ана Пелетейро (ESP)    | 14,47 | 13,41 | х     | 14,27 | 14,20 | 14,20 | 14,47     |          |
| 7     | Кетура Орджі (USA)     | х     | 14,46 | х     | 14,37 | 14,24 | 14,45 | 14,46     |          |
| 8     | Патрісія Мамона (POR)  | 14,40 | 14,34 | 14,30 | 14,17 | х     | х     | 14,40     |          |
| 9     | Торі Франклін (USA)    | 14,07 | х     | 14,08 |       |       |       | 14,08     |          |
| 10    | Ругі Діалло (FRA)      | х     | х     | 14,08 |       |       |       | 14,08     |          |
| 11    | Андрея Пантуріу (ROU)  | 14,07 | х     | х     |       |       |       | 14,07     |          |
| 12    | Крістійна Мякеля (FIN) | 13,81 | 13,99 | 13,74 |       |       |       | 13,99     |          |